# Paul-Bernard Kemayou
Paul-Bernard Kemayou, né en 1938 à Bangou et mort assassiné le 17 octobre 1985 à Conakry (Guinée), est le douzième roi de Bangou, homme politique et résistant anticolonialiste camerounais.
Bien que son histoire soit moins connue que celle de ses compagnons de lutte à l’instar de Félix Moumié, Ernest Ouandié, Martin Singap ou Ruben Um Nyobè, tous ayant également payé leur engagement contre le pouvoir colonialiste au prix de leur vie, les historiens s’accordent sur le fait que Paul-Bernard Kemayou est une des grandes figures de la lutte anticolonialiste dans ce qui deviendra plus tard la république du Cameroun.

## Biographie
Fils du roi Sinkep Charles et de Mefeu Youmbi, Paul-Bernard Kemayou naît à Bangou en 1938. Il fait ses études primaires à l’école de Bangou Carrefour, la seule école du district à cette période. Élève brillant et bon footballeur, il suscite tôt l’admiration des autres jeunes qui, en dehors du sport, vont partager peu à peu des visées politiques communes. C’est aussi dès l’école primaire qu’il fait la rencontre d’Ernest Ouandié, futur leader de l’Union des populations du Cameroun (UPC), qui sera plus tard son compagnon de lutte.
Il accède au trône à la mort de son père et devient à vingt-et-un ans le douzième roi de Bangou. Son règne est marqué tant par l’ouverture de Bangou vers l’avenir que par un regain de fierté face à l’administration coloniale. Roi innovateur, il est le premier dirigeant de l’Ouest-Cameroun à s’acheter une automobile. Les restes de cette automobile sont toujours visibles à l’entrée du palais royal à Bangou. L’administration coloniale voit alors dans le jeune roi, admiré de tous, un support pour sa politique. Paul-Bernard Kemayou est ainsi nommé auxiliaire d’administration. L’administration coloniale profite aussi du fait qu’il est propriétaire d’une voiture pour lui donner la charge du ravitaillement des troupes coloniales stationnées à Bangou Ville.

## L’engagement dans la résistance anticolonialiste

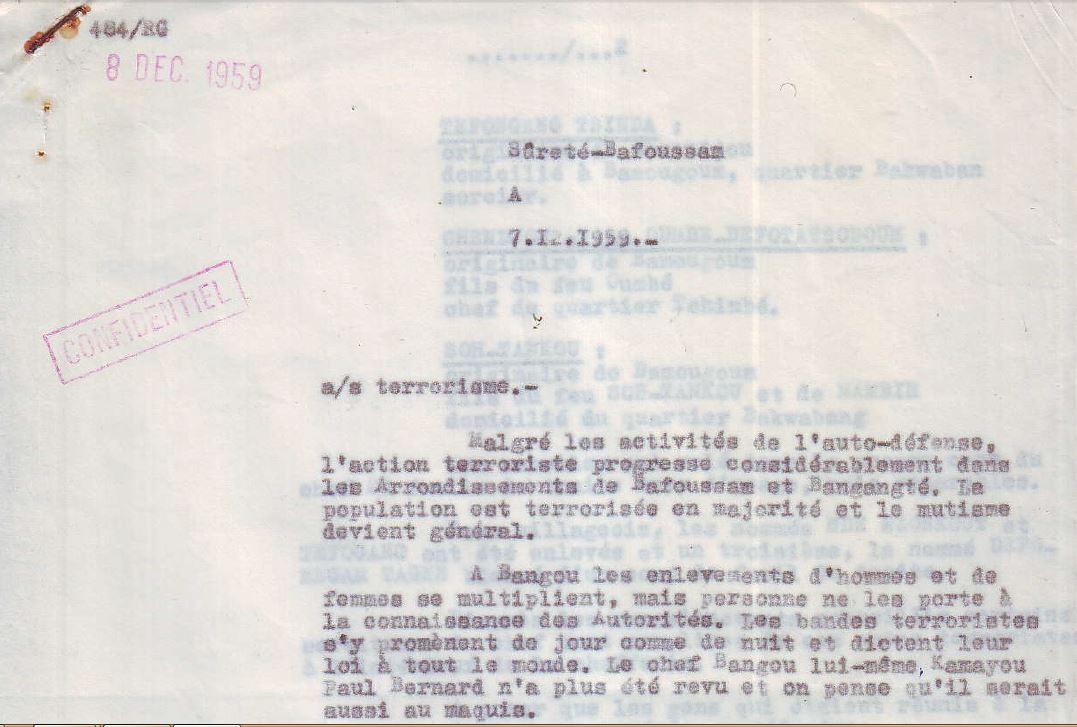
Note confidentielle issue par l'administration coloniale quant à l'exil de Paul-Bernard Kemayou.

Dès le début de la guerre d’indépendance, Paul-Bernard Kemayou utilise son rôle d’auxiliaire de l’administration coloniale pour obtenir des informations utiles pour la résistance. Il est donc un maillon essentiel de la résistance, non seulement grâce à son influence sur la population qui admire son roi, mais aussi grâce aux informations sur le ravitaillement des troupes coloniales dont il dispose. Quand l’administration coloniale française découvre qu’il est en effet un important membre de la résistance, il est accusé d’entretenir des réseaux d’intelligence avec l’ennemi. Il est finalement destitué par un arrêté du 28 avril 1967 et condamné à mort par contumace par l’administration coloniale.
Le soutien actif de Paul-Bernard Kemayou aux combattants de la résistance explique pourquoi c’est seulement après son départ pour l’exil que le palais royal Bangou fut incendié. Cette attaque des combattants de l’UPC envers le palais royal Bangou représente, selon les historiens, un signe de leur opposition au nouveau roi, nommé par l’administration coloniale et collaborateur de celle-ci. En effet, le roi-collaborateur est qualifié de « mfingong » (celui qui vend le pays) par les résistants.

## L’exil
Après avoir quitté son palais afin d’échapper à l’administration coloniale qui l’avait démasqué comme membre de la résistance, Paul-Bernard Kemayou se réfugie d’abord au Cameroun britannique comme de nombreux partisans de l’UPC. Il échappe aux troupes coloniales en traversant la forêt sacrée de son royaume à pied,. Il arrive à Kumba en 1961 et réussit à s’enfuir vers le Ghana grâce au soutien financier de la communauté Bangou de la région de Kumba.
À Accra, il continue, avec d’autres résistants, sous la houlette de Kwame Nkrumah, son engagement anticolonialiste. Cet engagement est attesté dans les échanges entre son ancien camarade d’école primaire Ernerst Ouandié, qui se trouve au même moment que lui à Accra, et Felix Moumié se trouvant pendant ce temps à Léopoldville (aujourd’hui Kinshasa) sous la protection du Premier ministre Patrice Lumumba. À la suite de l’obtention d’une bourse de perfectionnement de la république populaire de Chine, Paul-Bernard Kemayou continue son exil vers la Chine où il reste de nombreuses années après avoir poursuivi des études en médecine. Ne pouvant résister à l’appel de son continent, il décide au péril de sa vie d’y retourner, mais choisit la Guinée de Sekou Touré qui offre alors sa protection aux résistants anticolonialistes de tous les horizons.

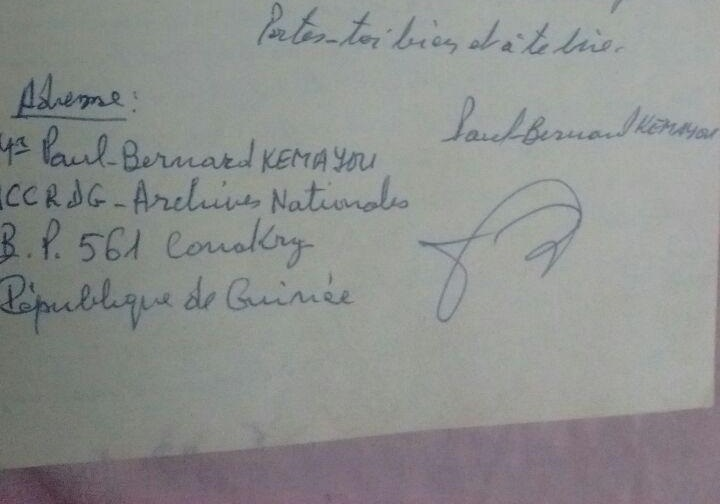
Signature de Paul-Bernard Kemayou alors en service aux Archives nationales de la république de Guinée.

Panafricaniste convaincu, Paul-Bernard Kemayou profite de son asile guinéen pour s’investir dans la construction de la jeune république de Guinée. Il prend fonction à l’Institut central de coordination de la recherche et de la documentation de Guinée où il officie, entre autres, comme expert au service des Archives nationales. Il reste simultanément actif dans la résistance au pouvoir néocolonialiste car il est, jusqu’à son assassinat, le représentant permanent de l’UPC à Conakry,.
Il décède des suites d’un empoisonnement à l’hôpital Donka de Conakry le 17 octobre 1985 peu de temps après avoir reçu la visite d’une délégation du Cameroun,.
Le 11 mai 1995, le rituel d’inhumation du défunt roi est interrompu par des éléments de l’armée camerounaise qui ordonnent à des prisonniers transportés sur le site par l’armée de prendre possession du cercueil. Depuis sa mort en octobre 1985, Paul-Bernard Kemayou n’a donc toujours pas eu d’obsèques.